# Божо Чоловић
Божо Чоловић (7. јануар 1909. – 6. децембар 2018.) био је српски стогодишњак који је у време његове смрти био најстарија особа у Црној Гори. Он је и најстарији мушкарац у историји Црне Горе.

## Биографија
Чоловић је рођен у Пљевљима, Османском царству (данас Црна Гора) у богатој породици која је тада имала преко 1.000 коза и оваца, а његов отац је имао 12 слуга.
Сва сељачка имовина је изгубљена у домаћинству Чоловића, од 200 оваца и коза, остало је пет, једна од седам до 10 крава, један од четири коња, а од три пара волова ниједан.
Божо се оженио Даринком 1936. године: За њу је говорио: била је лепа и премлада за удају, 14 година млађа од њега. Али су је њени дали јер је био кројач. Тада си поп, учитељи, кројач и шумар у селу били све. 1937. отац му је купио велико земљиште поред болнице. Данас поред његове постоје још четири куће.
Пензију је зарадио радећи као кројач. Причао је како су на вашарима гледали одела и рекао: ово је сашио Божо, ово није, јер се његов рад издвајао прецизношћу и лепотом.
Жена му је умрла 17 година пре њега. Њен одлазак му је тешко пао, али су закони природе неумољиви. Деда Божо је у тренутку смрти имао: шесторо унучади и тринаест праунучади.
Његов рецепт за дуг живот био је: У свему треба бити умерен, У јелу, пићу, послу, радости и тузи, али, каже, генетика је ипак пресудна. Сам себи је кувао чај свако јутро, па попио чашицу домаће ракије без воде и тек онда нешто јео.
Са супругом Даринком је школовао четворо деце: Сретка, Радоја, Невенку и Миленку. Тројица су завршила факултете. Ћерке економију, а Радоје медицину, а касније је постао хирург, професор на београдском Медицинском факултету и члан Српске академије наука и уметности и председник Српског лекарског друштва.
За време Турака дјед га је научио трговини у Пљевљима код Радовића и схватио је значај писмености. 1918. довео је Хаџи Нику Дамјановића да учи синове. Наредне године отворена је школа у Готовуши коју је похађао, а када се његов отац Анто вратио из заточеништва 1924. уписао га је у кројачки занат у Пљевљима код Јеврема Јакића.
Деда Божо се присетио дана када је био у војсци свих десет метака (пет пробних и пет за гађање), сваки погодак у центар и отуда прецизност и перфекционизам.
Тада је потпоручник Маријан Јосић одушевљено извадио из џепа 50 динара и дао му. Било је толико вредно да сам два месеца могао да једем у кантини - причао је овај деда сећајући се краља Александра који их је тада посећивао на маневрима.
И његов отац је такође поживео више од стотину година, а његова браћа доживела су дубоку старост.
Са 106 година још увек је могао да коси траву ручном косом и радио је све послове. Могао је ходати до последњег дана.
Чоловић је преминуо у Пљевљима, 6. децембра 2018. године, у доби од 109. година и 333 дана, само месец дана пре свог 110. рођендана.